# Heinrich Theodor von Stiller
Heinrich Theodor Stiller, ab 1819/1826 von Stiller (* 21. April 1765 in Strehlen, Niederschlesien; † 24. September 1828 in München) war ein evangelisch-lutherischer Theologe und Oberkonsistorialrat. 

## Familie
Er war der Sohn des königlich preußischen Postmeisters Johann Christoph Stiller (1733–1792) und der Dorothea Wilhelmina Weinhold (1742–1805). 
Stiller heiratete am 26. Januar 1794 Susanne Christine Schotte (1767–1823); aus dieser Ehe gingen sechs Kinder hervor. 

## Leben
Von 1782 bis 1789 studierte er Evangelische Theologie an der Universität Halle (Saale). Dort wurde er auch promoviert. Anschließend war er bis 1802 als Feldprediger des preußischen Infanterie-Regiments v. Kleist und als Garnisons-Prediger in Prenzlau in der Uckermark tätig. 1793 wurde die Revolutionsschrift „An die Franken und ihre Repräsentanten in Deutschland von einem freyen deutschen Biedermann“ veröffentlicht, die ihm zugeschrieben wird. 
Von 1802 bis 1812 war Stiller Pfarrer in Dittenheim bei Gunzenhausen in Mittelfranken, von 1812 bis 1818 Dekan und Schulinspektor für den Bezirk Heidenheim (Mittelfranken). 1817 veröffentlichte er ein „Predigtbuch zur häuslichen Erbauung“.
Nach einer kurzen Tätigkeit als Kreisschulrat in Ansbach (1818–1819) wurde er 1819 Hofprediger, Dekan sowie Oberkonsistorialrat des ersten Oberkonsistoriums der Evangelisch-Lutherischen Kirche in Bayern. In dieser Funktion wurde er im Jahr 1826 (oder bereits 1819?) in das Bayerische Herrenhaus aufgenommen und nobilitiert (persönlicher Adel).

## Wirken
Stillers größter Erfolg als Kirchenmann dürfte die Errichtung der ersten protestantischen Kirche in München, der St. Matthäus-Kirche, gewesen sein. Allerdings hat er die Einweihung der Kirche im Jahr 1833 nicht mehr erlebt. 
In seinen Predigten ging Stiller auch auf politische Entwicklungen ein. In seiner Neujahrspredigt 1815 beschäftigte er sich nach den Befreiungskriegen (1813–1815) kritisch mit Kaiser Napoleon I. von Frankreich: „... Der Mann, der nicht nur das Volk, an dessen Spitze er sich stellte, sondern die ganze Menschheit um ihre Hoffnungen betrog, die ehrwürdigsten Verfassungen umstürzte und über so viele Länder und Völker Verderben brachte, ist zwar des Thrones entsetzt und verbannt, aber noch ist dem Höllengeiste genug Freiheit übrig geblieben, um neue Entwürfe zum Verderben der Menschheit auszubrüten. ... Die verderblichste Wurzel so vieler und so langer Übel, die Tyrannei eines Fremdlings, der mit dem königlichen Purpur sein gemeines, niedriges Herz nicht zudecken konnte, die Landplage umherziehender, alles verwüstender, unersättlicher Heerhaufen, viele Bedrückungen des Handels, die verabscheuungswürdigsten Einschränkungen der Druck- und Redefreiheit sind beseitigt. ... Wir tragen keine fremden Fesseln mehr. ... Waren nicht in dem verflossenen und dem vorhergehenden Jahre die Leistungen Gottes augenscheinlicher denn je? ... Siehe, das ist Gottes Finger, das sind Leistungen dessen, der Zeit und Stunde ändert, Könige einsetzt und absetzt. ...“

## Werke
- An die Franken und ihre Repräsentanten in Deutschland von einem freyen deutschen Biedermann, 1793
- Predigtbuch zur häuslichen Erbauung, 1817